# Binance
Binance là một sàn giao dịch tiền điện tử toàn cầu, cung cấp một nền tảng để giao dịch hơn 100 loại tiền điện tử. Kể từ đầu năm 2018 đến nay, Binance được coi là sàn giao dịch tiền điện tử lớn nhất thế giới về khối lượng giao dịch.
Binance được thành lập bởi Triệu Trường Bằng, một nhà phát triển trước đây đã tạo ra phần mềm giao dịch tần số cao. Binance ban đầu có trụ sở tại Trung Quốc, nhưng sau đó đã chuyển trụ sở ra khỏi Trung Quốc do các quy định ngày càng ngặt nghèo của Trung Quốc về tiền điện tử.

## Lịch sử
Giám đốc điều hành Triệu Trương Bằng trước đây đã thành lập Fusion Systems vào năm 2005 tại Thượng Hải; công ty đã xây dựng hệ thống giao dịch tần số cao cho các nhà môi giới chứng khoán. Vào năm 2013, ông tham gia Blockchain.info với tư cách là thành viên thứ ba của nhóm ví tiền điện tử. Ông cũng đã làm việc tại OKCoin với tư cách CTO trong vòng chưa đầy một năm, một nền tảng để giao dịch giao ngay giữa tài sản tiền pháp định và tài sản kỹ thuật số.
Công ty được thành lập tại Trung Quốc nhưng đã chuyển các máy chủ và trụ sở ra khỏi Trung Quốc và vào Nhật Bản trước khi lệnh cấm của chính phủ Trung Quốc đối với giao dịch tiền điện tử vào tháng 9 năm 2017. Đến tháng 3 năm 2018 công ty đã thành lập văn phòng tại Đài Loan.
Vào tháng 1 năm 2018, đây là sàn giao dịch tiền điện tử lớn nhất với giá trị vốn hóa thị trường là 1,3 tỷ đô la, danh hiệu này công ty vẫn giữ được kể từ tháng 4 năm 2021, bất chấp sự cạnh tranh từ Coinbase và các công ty khác.
Vào tháng 3 năm 2018, Binance đã công bố ý định mở văn phòng tại Malta sau những quy định chặt chẽ hơn ở Nhật Bản và Trung Quốc. Vào tháng 4 năm 2018, Binance đã ký Biên bản ghi nhớ (MoU) với Chính phủ Bermuda . Nhiều tháng sau, một bản ghi nhớ tương tự đã được ký kết với Sở giao dịch chứng khoán Malta để phát triển một nền tảng giao dịch mã thông báo bảo mật . Năm 2019, công ty đã công bố Binance Jersey, một thực thể độc lập từ sàn giao dịch Binance.com của công ty mẹ, với mục đích mở rộng ảnh hưởng châu Âu. Trao đổi dựa trên Jersey cung cấp các cặp tiền điện tử, bao gồm đồng Euro và bảng Anh.
Vào tháng 8 năm 2018, Binance cùng với ba sàn giao dịch lớn khác đã huy động được 32 triệu đô la cho một dự án tiền xu ổn định. Ý tưởng về các đồng tiền ổn định là cung cấp một loại tiền điện tử mà không có sự biến động khét tiếng của Bitcoin và các tài sản kỹ thuật số phổ biến khác.
Vào tháng 1 năm 2019, Binance tuyên bố rằng họ đã hợp tác với bộ xử lý thanh toán Simplex của Israel để cho phép mua tiền điện tử bằng thẻ ghi nợ và thẻ tín dụng, bao gồm Visa và Mastercard. Việc mua hàng tuân theo chính sách ngân hàng địa phương của Simplex và được giới hạn ở Bitcoin, Ethereum, Litecoin và Ripple.
Vào ngày 7 tháng 5 năm 2019, Binance tiết lộ rằng họ là nạn nhân của một vụ vi phạm an ninh quy mô lớn trên phạm vi, trong đó tin tặc đã đánh cắp 7.000 Bitcoin trị giá khoảng 40 triệu đô la Mỹ vào thời điểm đó. Giám đốc điều hành Binance Changpeng Zhao cho biết tin tặc đã sử dụng nhiều kỹ thuật khác nhau, bao gồm lừa đảo, cài virus và các cuộc tấn công khác và cấu trúc giao dịch của họ theo cách vượt qua kiểm tra bảo mật hiện có. Binance tạm dừng rút tiền và gửi tiền nhưng tiếp tục giao dịch. Trang web cam kết hoàn trả cho khách hàng thông qua quỹ tài sản an toàn của mình.
Vào tháng 9 năm 2019, sàn giao dịch này bắt đầu cung cấp hợp đồng tương lai vĩnh viễn, cho phép đòn bẩy cao gấp 125 lần giá trị của hợp đồng. Vào tháng 11 năm 2019, Binance đã mua lại sàn giao dịch bitcoin của Ấn Độ WazirX.
Vào ngày 21 tháng 2 năm 2020, Cơ quan Dịch vụ Tài chính Malta đã ban hành một tuyên bố công khai trả lời các báo cáo truyền thông đề cập đến Binance như một công ty 'tiền điện tử có trụ sở tại Malta'. Tuyên bố lưu ý rằng Binance đã không được MFSA ủy quyền để hoạt động trong lĩnh vực tiền điện tử và do đó không chịu sự giám sát của MFSA. MFSA nói thêm rằng đó là đánh giá của Binance nếu Binance có bất kỳ hoạt động nào ở Malta có thể không nằm trong phạm vi giám sát theo quy định.
Vào ngày 28 tháng 10 năm 2020, nhân viên của Forbes đã công bố các tài liệu bị rò rỉ cáo buộc rằng Binance và Triệu đã tạo ra một cấu trúc công ty phức tạp được thiết kế để cố ý đánh lừa các nhà quản lý Hoa Kỳ và bí mật kiếm lợi từ các nhà đầu tư tiền điện tử ở trong nước. Binance chính thức chặn quyền truy cập từ các địa chỉ IP đặt tại Hoa Kỳ, nhưng "các khách hàng tiềm năng của công ty sẽ được dạy cách tránh các hạn chế về mặt địa lý", Forbes tuyên bố.
Vào tháng 5 năm 2021, Binance được báo cáo đang bị cả Sở Thuế vụ và Bộ Tư pháp Hoa Kỳ điều tra về các cáo buộc rửa tiền và vi phạm thuế.
Vào tháng 2 năm 2022, Binance công bố đầu tư chiến lược 200 triệu đô la vào Forbes.

## Bê bối
Ủy ban Chứng khoán và Sàn giao dịch Mỹ (SEC) đã đệ trình một đơn kiện lên tòa án liên bang tại Washington, DC vào ngày 5.6.2023, cáo buộc sàn giao dịch tiền điện tử Binance (Mỹ) và Tổng giám đốc Changpeng Zhao (Triệu Trường Bằng) điều hành một "trang web lừa đảo" và đã làm giảm giá bitcoin xuống mức thấp nhất trong gần 3 tháng, theo thông tin của hãng Reuters.
Trong đơn kiện của SEC, được nêu rõ trong tài liệu đệ trình tại tòa án liên bang, có đến 13 cáo buộc chống lại Binance và Tổng giám đốc Zhao. Trong số đó, SEC cáo buộc rằng Binance đã gian lận bằng cách tạo ra khối lượng giao dịch giả mạo, chuyển tiền của khách hàng và đánh lừa các nhà đầu tư liên quan đến các biện pháp kiểm soát và giám sát thị trường.
Vào tháng 3 năm 2024, chính quyền Nigeria đã đệ đơn khiếu nại hai giám đốc điều hành Binance về tội trốn thuế. Họ bị cáo buộc đã khuyến khích đầu cơ đồng naira của Nigeria.